# Killing Me
«Killing Me» es el tema principal del programa japonés Matthew's Best Hit. Esta vez la canción versionada por P'UNK~EN~CIEL es Round and Round, incluida en el álbum True. Además de la versión instrumental de cada canción se incluye una versión con la colaboración de Sayaka Aoki, presentadora del programa MUSIC FIGHTER, quien les retó en su programa a actuar en directo con ellos en el DANGER CRUE FESTIVAL III interpretando esta canción. 
El sencillo llegó al #1 del Oricon y se mantuvo durante 12 semanas vendiendo 193.772 unidades. 
| #  | Título                                         | Compuesta por:        |
| -- | ---------------------------------------------- | --------------------- |
| 1. | Killing Me                                     | hyde (letra y música) |
| 2. | Round and Round 2005                           | hyde (letra y música) |
| 3. | Round and Round 2005 feat. P'UNK Aoki          | hyde (letra y música) |
| 4. | Killing Me (hydeless version)                  | hyde (letra y música) |
| 5. | Round and Round 2005 (TETSU P'UNKless version) | hyde (letra y música) |